# مالی ایر
مالی ایر (به انگلیسی: Mali Air) یک شرکت هواپیمایی است.
دفتر مرکزی مالی ایر در اتریش واقع شده‌است و قطب این شرکت هواپیمایی در فرودگاه گراتس قرار دارد.